# Vallonia
Vallonia – jednostka osadnicza w Stanach Zjednoczonych, w stanie Indiana, w hrabstwie Jackson.